# Schnell- und Blitzschachweltmeisterschaften 2015

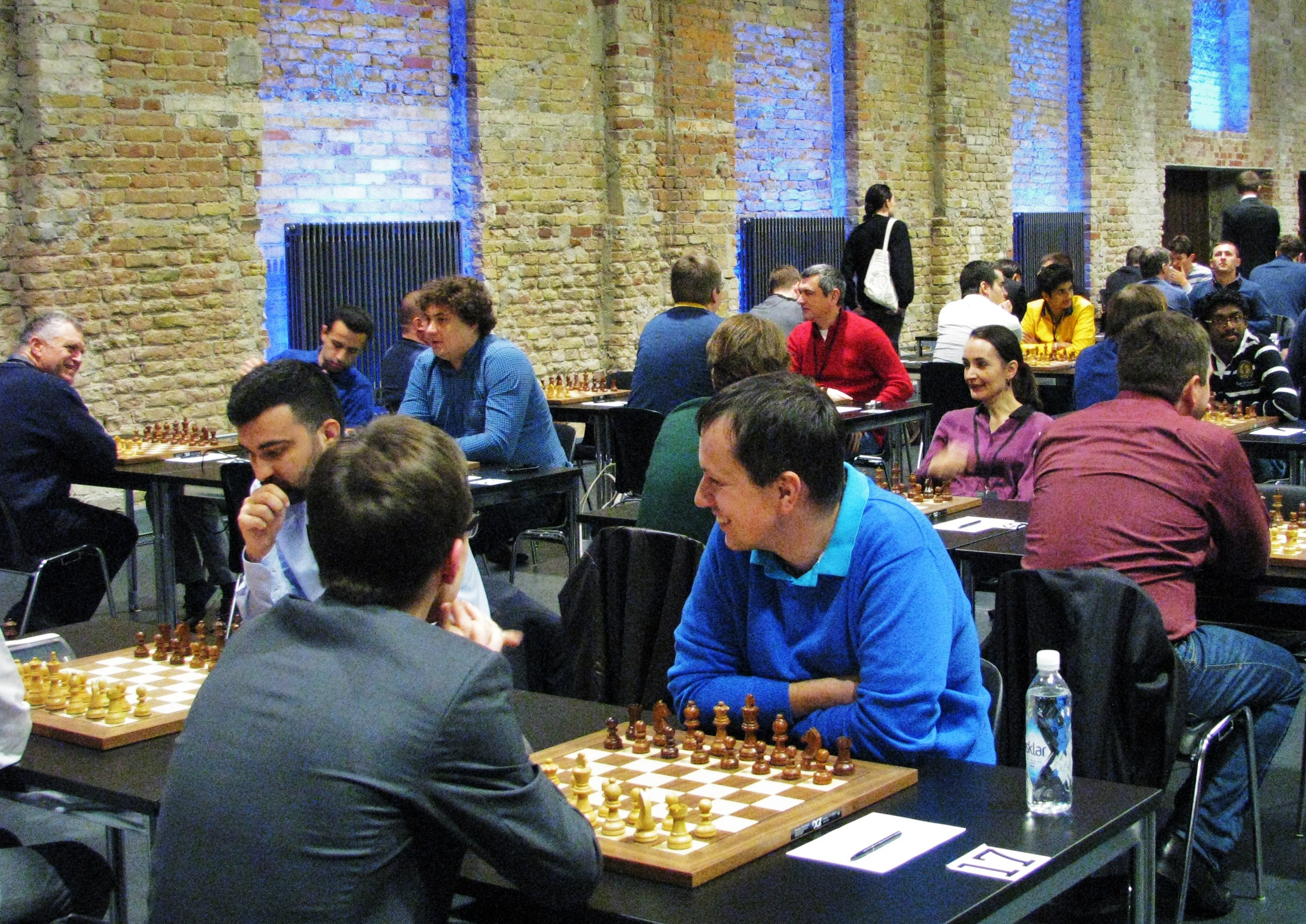
Spieler in Erwartung des Partiebeginns – Bolle-Festsäle im Moabiter Spreebogen

Die Schnell- und Blitzschachweltmeisterschaften 2015 fanden als gemeinsam organisierte Turniere vom 10. bis 14. Oktober 2015 in Berlin statt. Die Weltelite der Schachspieler war nahezu komplett anwesend, darunter auch Titelverteidiger Magnus Carlsen als amtierender Weltmeister in diesen beiden Disziplinen und im klassischen Schach. Seinen Titel als Schnellschach-Weltmeister konnte Carlsen vor Jan Nepomnjaschtschi und Teymur Rəcəbov verteidigen. Blitzschach-Weltmeister wurde Alexander Grischtschuk vor Maxime Vachier-Lagrave und Wladimir Kramnik.

## Organisationsrahmen

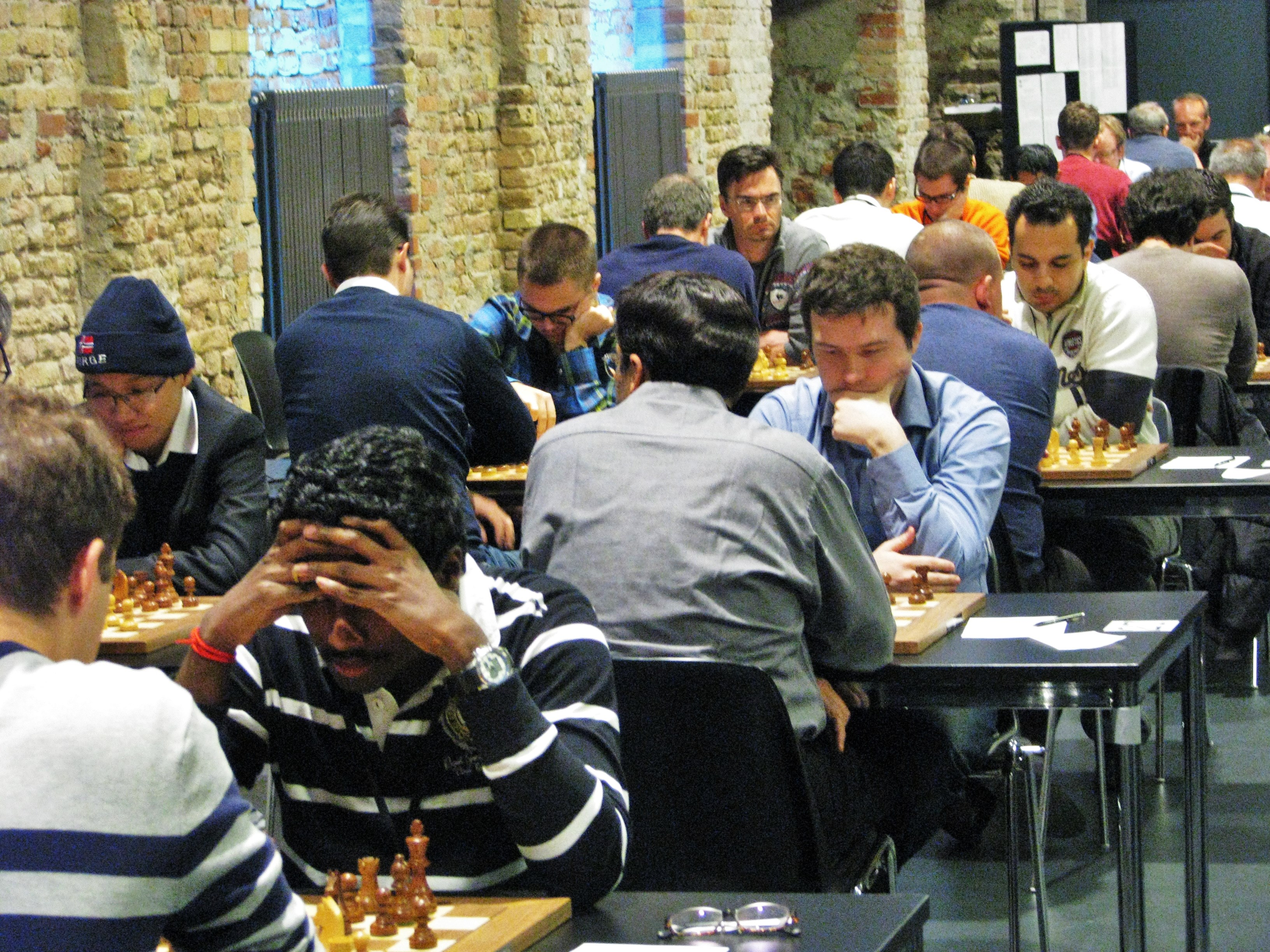
Doppel-WM mit 130 Großmeistern, darunter eine Reihe von (Ex-)Weltmeistern – hier in der 12. Schnellschachrunde

Nach dem Ende der Chess Classic 2010, die bis dahin den Schnellschachweltmeister ermittelt hatten, und einer einjährigen Pause finden die Schnellschach- und Blitzschachweltmeisterschaften seit 2012 als Doppelveranstaltung unter der Regie des Weltschachbunds (FIDE) statt. Nach Astana (2012), Chanty-Mansijsk (2013) und Dubai (2014) wurden die beiden Weltmeisterschaften für 2015 nach Berlin vergeben. Das geschah allerdings erst Ende August dieses Jahres, was hinsichtlich der Herstellung von öffentlicher Aufmerksamkeit, der Organisation und des Sponsoring in der Schachszene auf Kritik gestoßen ist. An Preisgeldern waren insgesamt 400.000 US-Dollar zu vergeben.
Als Veranstaltungsort dienten die für das Ereignis entsprechend hergerichteten Festsäle der früheren Bolle-Meierei im Moabiter Spreebogen. Der Journalist Ulrich Stock attestiert „eine wunderbare Atmosphäre. Ein hoher, weiter Raum. Rohes, rötliches Mauerwerk, die Nischen von der Lichtregie violett grundiert. Neon-Kronleuchter in der Höhe und Deckenstrahler sorgen für eine angenehme, gleichmäßige Helligkeit.“ Auch der trotz Ausschilderungsmängeln vergleichsweise starke Publikumszuspruch beeindruckte Stock bei diesen Weltmeisterschaften positiv, zumal im Vergleich zur letztjährigen WM im klassischen Schach in Sotschi, wo vor einem fast leeren Saal gespielt worden sei. In Berlin gab es neben einem außer den Spielern viele Zuschauer fassenden Spielsaal noch einen ebenfalls intensiv besuchten Vorbereich in dem Jan Gustafsson das großflächig projizierte Geschehen an den Brettern live kommentierte.

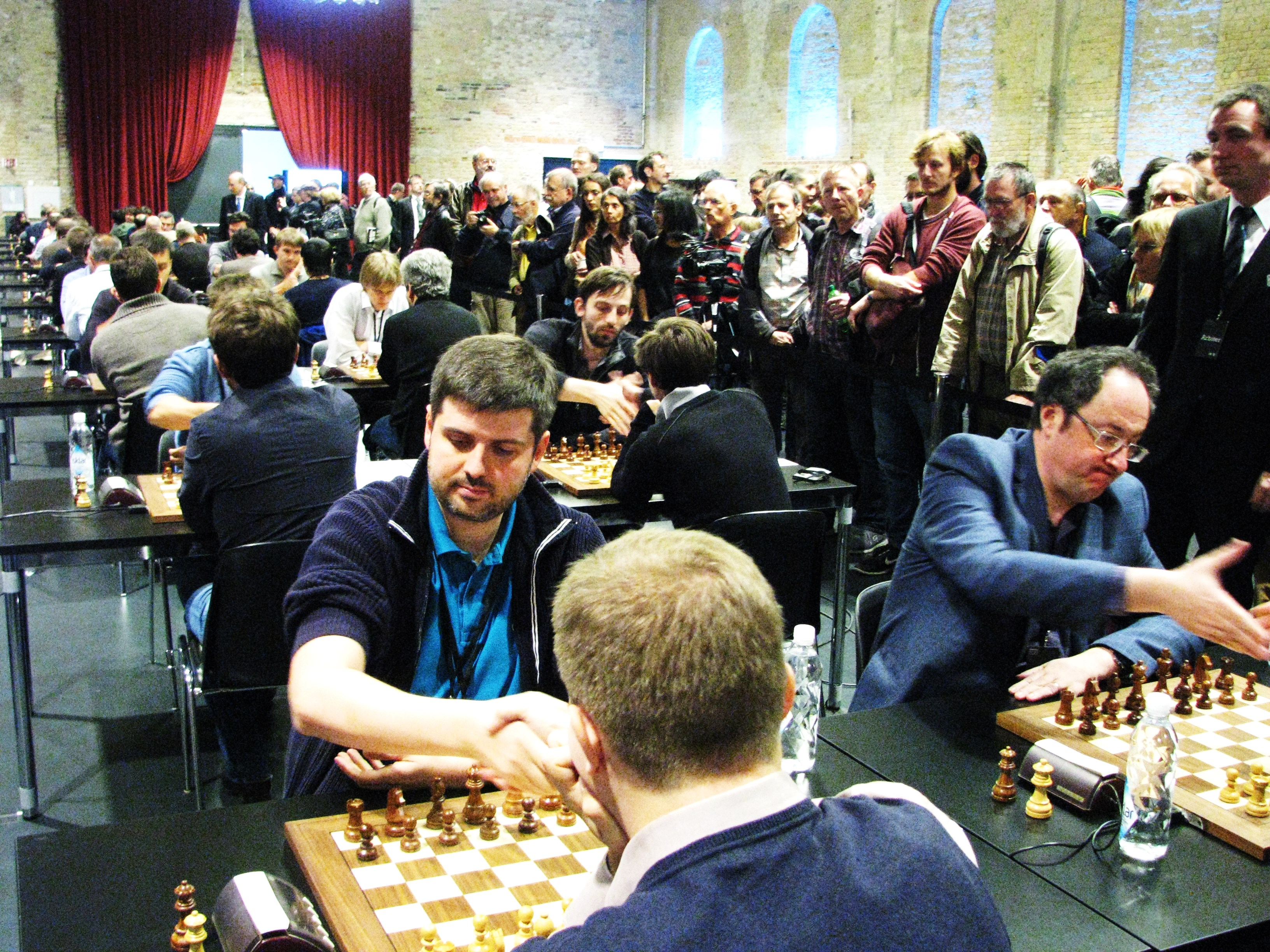
Handschlag vor dem Einschalten der Uhren – 13. WM-Schnellschachrunde
(jeweils mit Schwarz: vorn li. Peter Swidler; vorn re. Boris Gelfand)

Vier Spitzenbretter für die im jeweiligen Wettbewerb gerade vorn liegenden Spieler waren für Tische auf einem Podium am Kopfende des Spielsaals herausgehoben; sie wurden zu jeder Runde neu mit den aktuellen Namensschildern und zugehörigen Landesflaggen ausgestattet. Brett Nr. 1 blieb allerdings durchgängig und unabhängig von der aktuellen Platzierung im Turnierverlauf dem Titelverteidiger Magnus Carlsen vorbehalten, weil hier das norwegische Fernsehen für die durchgängige Live-Berichterstattung seine Kameras fest installiert hatte. Sämtliche anderen Tische und Schachbretter waren ebenfalls nummeriert und wurden je nach aktueller Platzierung und Zuordnung entsprechend dem Schweizer System für jede Runde neu besetzt. Mit 130 Großmeistern, so Der Spiegel, handelte es sich um die bestbesetzte WM mit verkürzter Bedenkzeit überhaupt in der Schachgeschichte.
In der Schnellschach-WM hatte jeder Spieler für jede Partie 15 Minuten Bedenkzeit auf der Uhr und erhielt für jeden Zug noch einmal 10 Sekunden Zeit zusätzlich. Durch den Zeitbonus pro Zug soll verhindert werden, dass jemand in ausgeglichener oder gewinnträchtiger Partiestellung zuletzt allein durch Zeitüberschreitung verliert – eine seinerzeit bereits von dem inzwischen verstorbenen Bobby Fischer vorgeschlagene Neuerung. Fischers Kontrahent im „Match des Jahrhunderts“ 1972, Boris Spasski, war als Zuschauer nach Berlin angereist und nahm an der Pressekonferenz zu Turnierbeginn teil.

## Schnellschach-Weltmeisterschaft

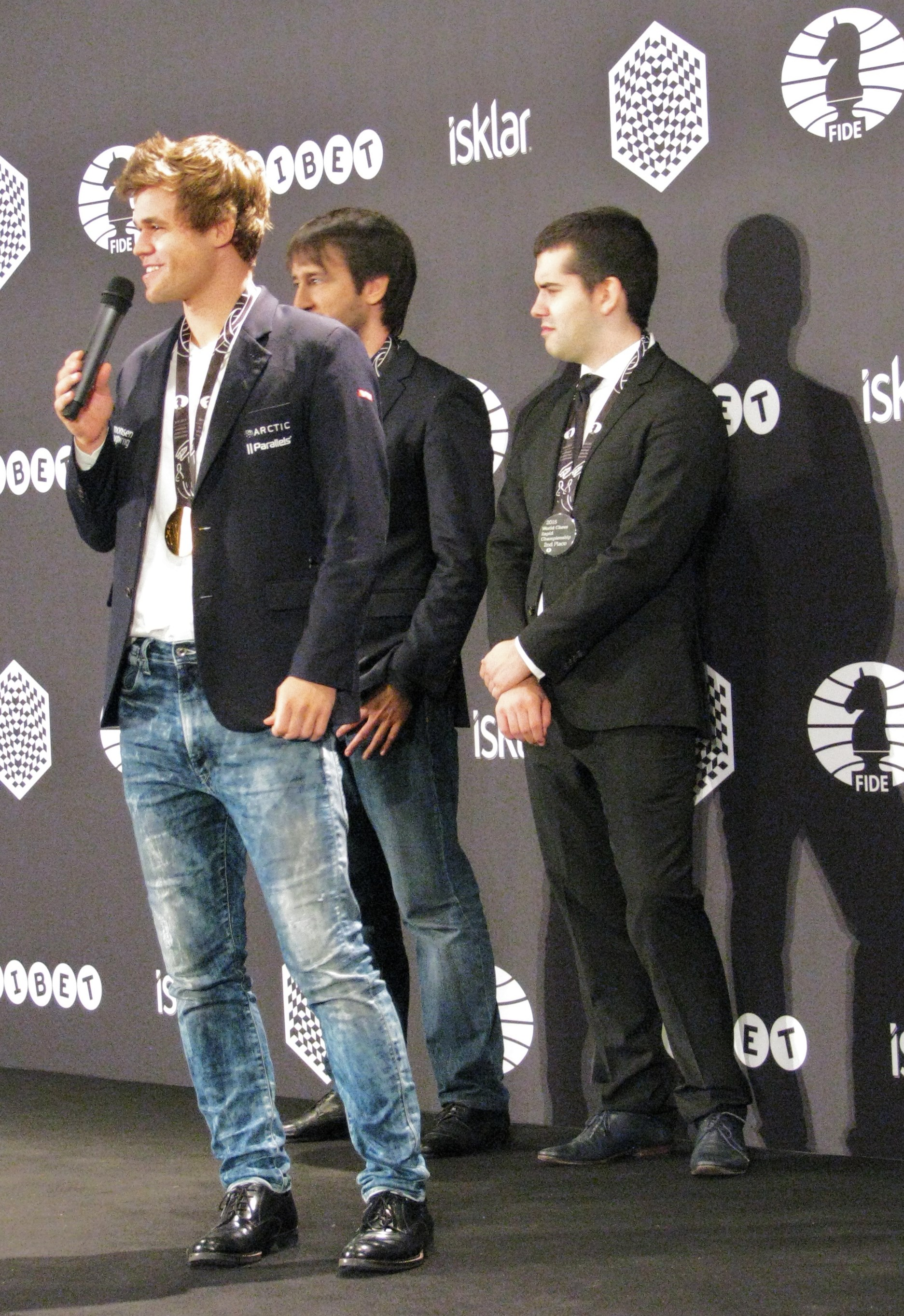
Schnellschachweltmeister Carlsen bei der Siegerehrung mit den Nächstplatzierten Nepomnjaschtschi (re.) und Rəcəbov

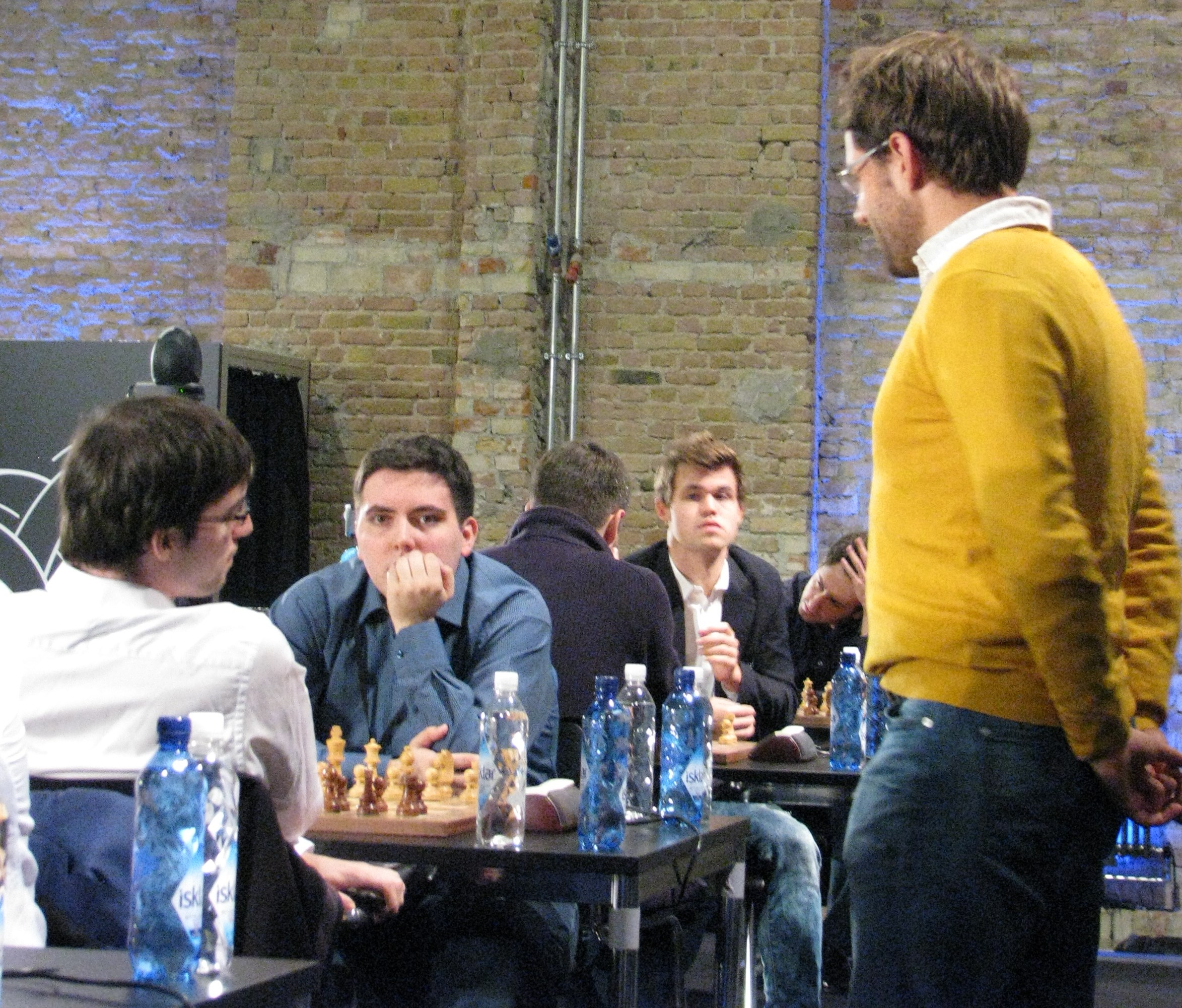
Schachweltelite in wechselnder Besetzung auf dem Podium

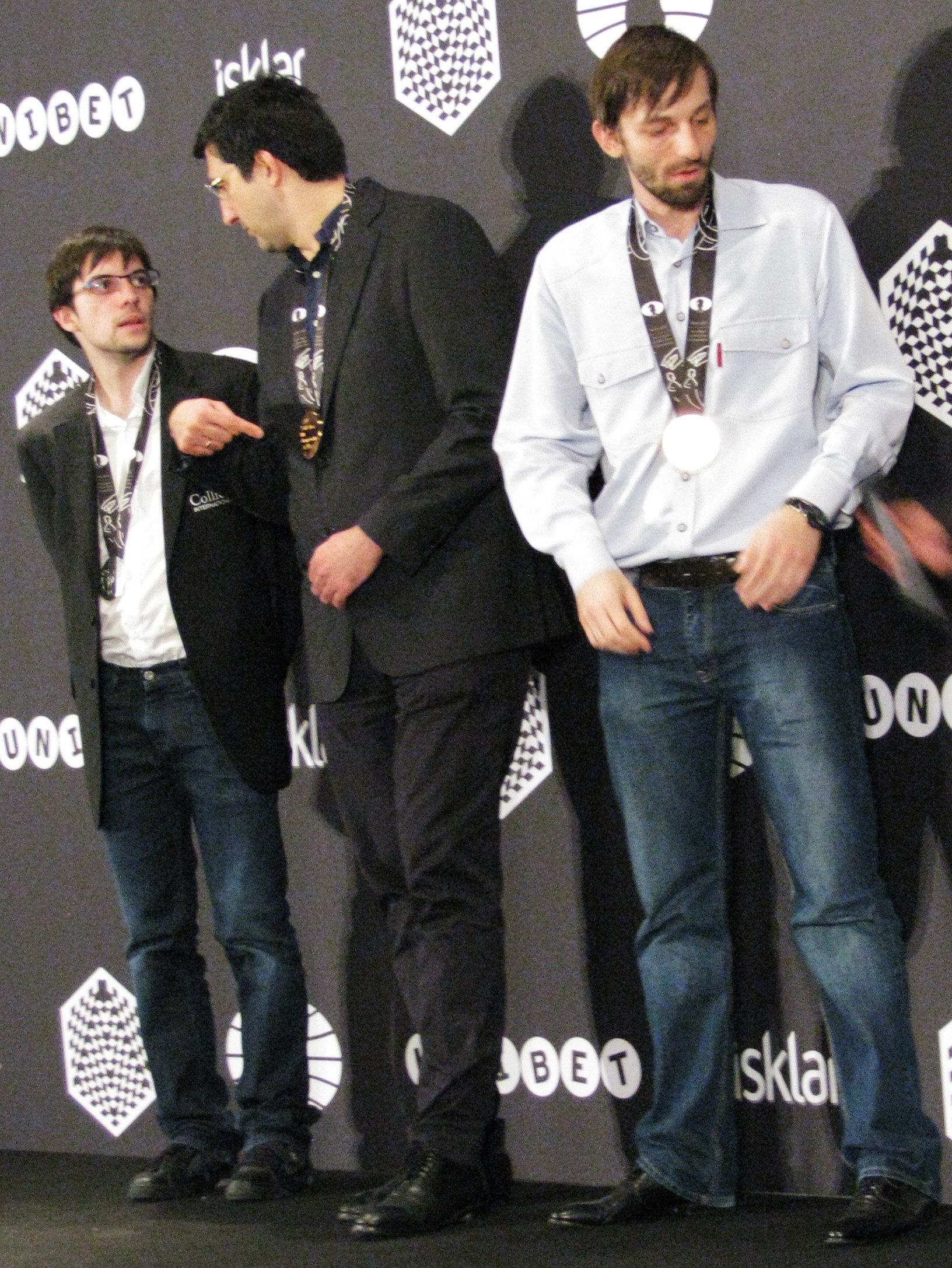
Blitzweltmeister Grischtschuk (re.) und die Nächstplatzierten Vachier-Lagrave (li.) und Kramnik

Zur Ermittlung des Schnellschachweltmeisters wurden von 158 Teilnehmern an den drei ersten Veranstaltungstagen je fünf Runden pro Tag gespielt, also insgesamt 15. Die alleinige Führung am ersten Turniertag übernahm mit 4,5 Punkten Sergei Karjakin, der bei einem Remis vier seiner fünf Partien gewann, gefolgt von 16 Spielern mit vier Punkten, darunter neben Magnus Carlsen Péter Lékó und Jan Nepomnjaschtschi. Der zweite Tag ergab, dass die großen Namen der Schachwelt sich in diesem starken Teilnehmerfeld nur teilweise im Vorderfeld behaupten konnten. Boris Gelfand erreichte mit 7 Punkten nach 10 Partien Rang 12, Karjakin lag mit 6,5 Punkten nun auf Platz 18, Viswanathan Anand mit 5,5 Punkten auf Platz 63, Lékó mit 5 Zählern an 73. Stelle. Die Spitze teilten sich unterdessen Carlsen und Sjarhej Schyhalka mit je 8 Punkten, gefolgt von Ihor Kowalenko, Wladimir Kramnik und Wassyl Iwantschuk mit je 7,5 Zählern.
Zu Beginn des dritten Tages setzte sich Carlsen in der 11. Runde mit den schwarzen Steinen gegen den bis dahin ebenfalls partieverlustfreien Schyhalka durch, übernahm damit die alleinige Führung und baute diese in der 12. Partie nach spannendem Verlauf gegen Iwantschuk aus. Danach genügten Magnus Carlsen drei Remisen zur Titelverteidigung, darunter eines gegen Wladimir Kramnik, der neben Carlsen als Einziger keine Schnellschachpartie verlor, sich aber bei fünf Siegen (gegenüber acht von Carlsen) am Ende mit dem 6. Platz begnügen musste. Bester deutscher Teilnehmer war Georg Meier mit sechs gewonnenen Partien und insgesamt 8,5 Punkten auf dem 46. Platz. Mit 11,5 Punkten aus 15 Partien blieb der alte und neue Weltmeister um einen ganzen Punkt vor seinen mit 10,5 Zählern punktgleich einkommenden Verfolgern, dem Vizeweltmeister Jan Nepomnjaschtschi, dem Drittplatzierten Teymur Rəcəbov und Leinier Domínguez als Viertem, die wie Carlsen aus den letzten fünf Partien je 3,5 Punkte geholt hatten.
| #  | Teilnehmer           | Punkte | TB   |
| -- | -------------------- | ------ | ---- |
| 1  | Magnus Carlsen       | 11,5   | 2723 |
| 2  | Jan Nepomnjaschtschi | 10,5   | 2712 |
| 3  | Teymur Rəcəbov       | 10,5   | 2681 |
| 4  | Leinier Domínguez    | 10,5   | 2673 |
| 5  | Dmitri Botscharow    | 10,0   | 2712 |
|    |                      |        |      |
| 46 | Georg Meier          | 08,5   | 2631 |

## Blitzschach-Weltmeisterschaft
An zwei Tagen, dem 13. und 14. Oktober, wurde in insgesamt 21 Runden der Blitzschachweltmeister ermittelt. Zu diesem Wettbewerb traten 188 Teilnehmer an. Jedem Spieler standen hier pro Partie 3 Minuten Bedenkzeit auf der Uhr und für jeden Zug noch einmal 2 Sekunden Zeit zusätzlich zur Verfügung. Die ersten 11 Runden fanden in ca. halbstündigen Abständen am 13. Oktober statt, die verbleibenden 10 Runden am Tag danach.
Zur Halbzeit des ersten Tages gelangte Magnus Carlsen punktgleich mit Tigran L. Petrosjan an die Spitze des Teilnehmerfeldes, als er in der 6. Runde mit den weißen Steinen den bis dahin führenden Maxime Vachier-Lagrave bezwang. Nachdem dieser wiederum Petrosjan in der 7. Runde bezwungen hatte, während Carlsen gegen Lewon Aronjan remisiert hatte, waren die Weichen für ein bis zum Ende des Tages anhaltendes Kopf-an-Kopf-Rennen zwischen Vachier-Lagrave und Carlsen gestellt. An diesem vierten Wettkampftag verlor Carlsen die 11. und letzte Partie des Tages mit den weißen Steinen gegen Karjakin, während Vachier-Lagrave mit Schwarz gegen Rəcəbov remisierte und nun mit 9,5 Punkten die alleinige Führung übernahm vor Carlsen mit 9 sowie Karjakin und Domínguez mit je 8,5 Punkten. Auf den Rängen fünf bis sieben folgten Aronjan, Rəcəbov und Kramnik mit je 8 Punkten. Alexander Grischtschuk lag zu diesem Zeitpunkt mit 7,5 Punkten auf Rang 19, gefolgt von den punktgleichen Boris Gelfand, Rəcəbov Tomaschewski, Peter Swidler, Peter Lékó und Wolodymyr Onyschtschuk.
In der 12. Blitzrunde zu Beginn des Schlusstags verlor Grischtschuk sein Auftaktmatch mit den weißen Steinen gegen Rəcəbov, während Vachier-Lagrave (gegen Domínguez) und Carlsen (gegen Kramnik) jeweils mit Schwarz remisierten. Aus den verbleibenden neun verlustfreien Partien aber holte Grischtschuk 8 Punkte, indem er sieben Partien gewann, darunter die gegen Carlsen, Karjakin und zuletzt gegen Gelfand. Mit 7 Zählern aus zehn Partien blieb allein Kramnik am 2. Tag der Blitzschach-WM ohne Niederlage und legte damit das Fundament für seine Bronzemedaille. Vachier-Lagrave, der mit 13,5 Punkten trotz seiner Niederlage in der 18. Runde mit den weißen Steinen gegen Jurij Wowk (am Ende Neunter im Gesamtklassement) noch vor diesem sowie Kramnik und Grischtschuk mit je 13 Zählern in Führung blieb, verlor auch die Anschlusspartie in der 19. Runde gegen Invanchuk und gewann schlussendlich mit 15 Punkten die Silbermedaille. Carlsen, der die 13. Partie mit Schwarz gegen Rəcəbov und jeweils mit den weißen Steinen die 15. gegen Grischtschuk und die 20. gegen Iwantschuk verloren hatte, musste sich als Titelverteidiger am Ende mit dem 6. Rang bescheiden. Bester von 33 deutschen Teilnehmern war wiederum Georg Meier mit neun gewonnenen Partien und insgesamt 11,5 Punkten auf dem 68. Platz. Alexander Grischtschuk holte mit 15,5 Punkten seinen dritten Titel als Weltmeister im Blitzschach, als nach seinem Sieg gegen Gelfand in der letzten der 21 Runden Iwantschuk und Kramnik (der damit wie Vachier-Lagrave auf insgesamt 15 Zähler kam) remisierten.
| #  | Teilnehmer             | Punkte | TB   |
| -- | ---------------------- | ------ | ---- |
| 1  | Alexander Grischtschuk | 15,5   | 2699 |
| 2  | Maxime Vachier-Lagrave | 15,0   | 2727 |
| 3  | Wladimir Kramnik       | 15,0   | 2705 |
| 4  | Wassyl Iwantschuk      | 14,5   | 2691 |
| 5  | Jan Nepomnjaschtschi   | 14,5   | 2642 |
|    |                        |        |      |
| 68 | Georg Meier            | 11,5   | 2585 |

## Belege
1. 1 2  chp/sid: Magnus Carlsen gewinnt Schnellschach-WM - Seit 15 Partien ungeschlagen. In: Spiegel Online. 13. Oktober 2015, abgerufen am 2. Mai 2020.
2. ↑  Ulrich Stock: Schach-WM: Es gibt ein Schachvolk, hier ist es. In: Zeit Online. 11. Oktober 2015, abgerufen am 17. November 2015.
3. ↑  Ulrich Stock: Schnellschach-WM: Matt statt Mett. In: Zeit Online. 12. Oktober 2015, abgerufen am 17. November 2015.
4. ↑  Ulrich Stock: Magnus Carlsen: Der Meister der gerunzelten Stirn. In: Zeit Online. 13. Oktober 2015, abgerufen am 17. November 2015.
5. ↑  Carlsen gewinnt die Schnellschach-WM. In: sueddeutsche.de. 12. Oktober 2015, abgerufen am 13. August 2018.
6. ↑  — (Memento des Originals vom 19. November 2015 im Internet Archive)  Info: Der Archivlink wurde automatisch eingesetzt und noch nicht geprüft. Bitte prüfe Original- und Archivlink gemäß Anleitung und entferne dann diesen Hinweis.
7. 1 2  — (Memento des Originals vom 6. Dezember 2015 im Internet Archive)  Info: Der Archivlink wurde automatisch eingesetzt und noch nicht geprüft. Bitte prüfe Original- und Archivlink gemäß Anleitung und entferne dann diesen Hinweis.
8. ↑  Carlsen verpasst das Schach-Triple
9. ↑  Weltmeister Magnus Carlsen ist entthront